# CSDE1
Protein chứa domain chống choáng lạnh E1 (tiếng Anh: Cold shock domain-containing protein E1) là protein ở người được mã hóa bởi gen CSDE1.